# Palast Beit ed-Din
Beit ed-Din (arabisch قصر بيت الدين, DMG qaṣr Baytu d-Dīni; in Pausa: qaṣr Bayt ad-Dīn; Libanesisch-Arabisch: qaṣr Bēt ed-Dīn ‚Palast »Haus der Religion«‘) ist ein osmanischer Palast nahe dem gleichnamigen Dorf Beit ed-Din im Chouf-Gebirge des Libanon. Er befindet sich etwa 40 km südöstlich von Beirut in der Nähe von Dair al-Qamar.

## Beschreibung
In seiner Bauweise ähnelt der Palast dem Azim-Palast in Damaskus.
Betritt man den Palast, gelangt man zunächst auf den großen Exerzierplatz. Dieser ist von Ställen und Lagerräumen umgeben. Auch die repräsentativen Räume, die der Emir Bechir II. und seine Nachfolger zum Regieren und für Audienzen nutzten, befinden sich hier.
Hinter den öffentlichen Gebäuden liegt der Harem, der private Bereich des Emirs. Hier befinden sich die Gemächer für die Frauen sowie ein reich ausgestattetes orientalisches Bad.
Alle wichtigen Räume des Palastes sind mit bemalten Holzdecken, Mosaiken und Arkadenbögen verziert.

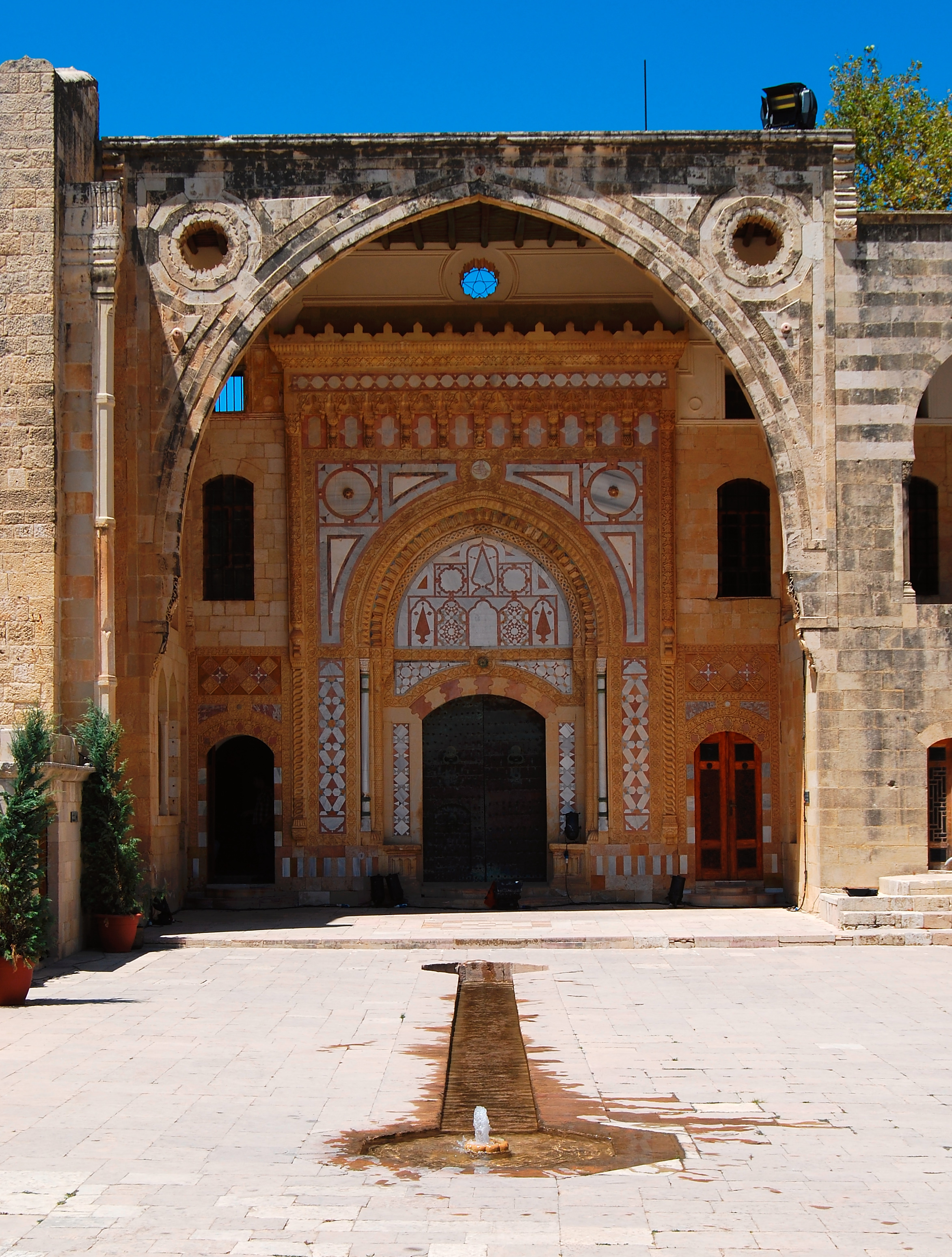
Eingang, 2009
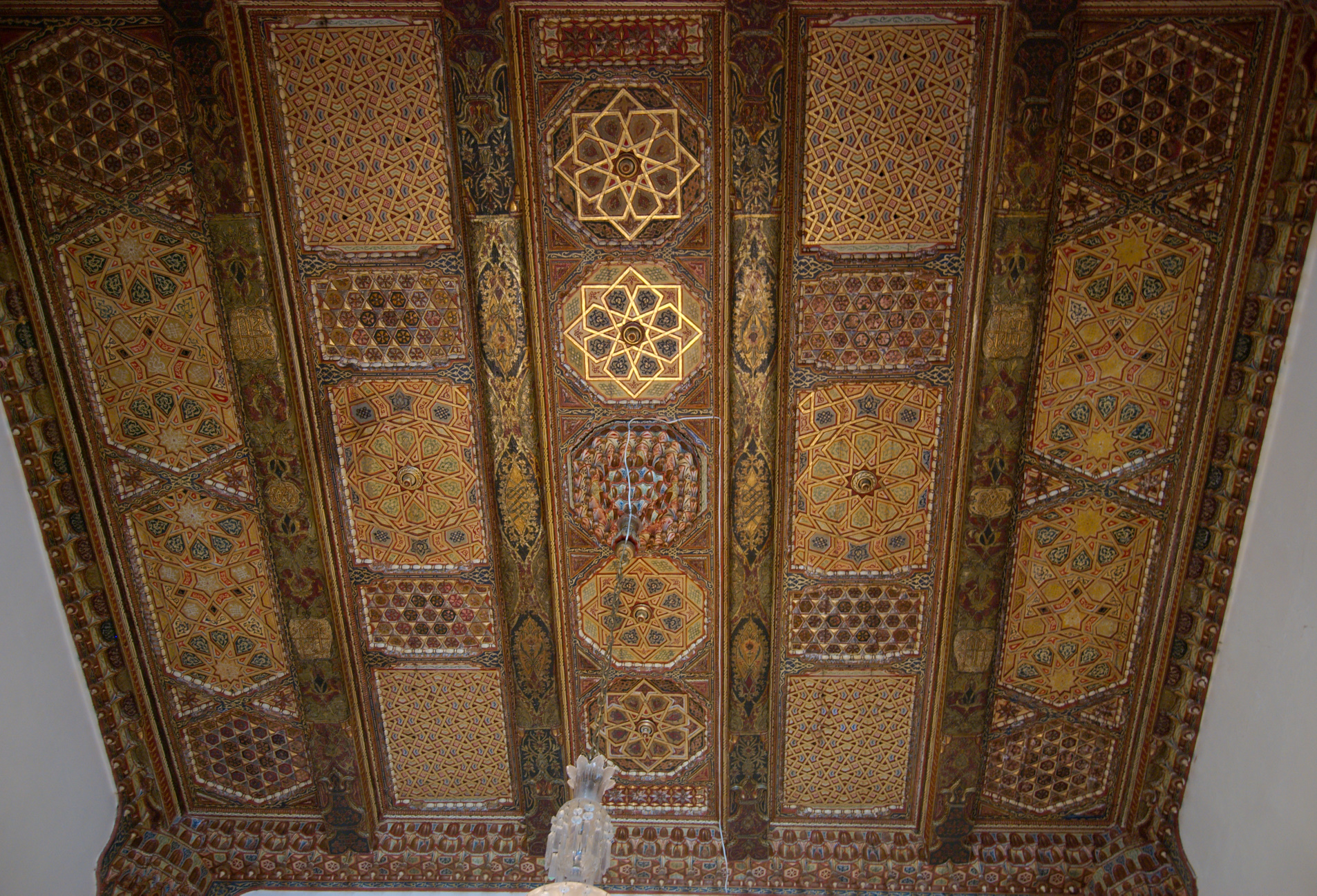
Hölzerne Decke
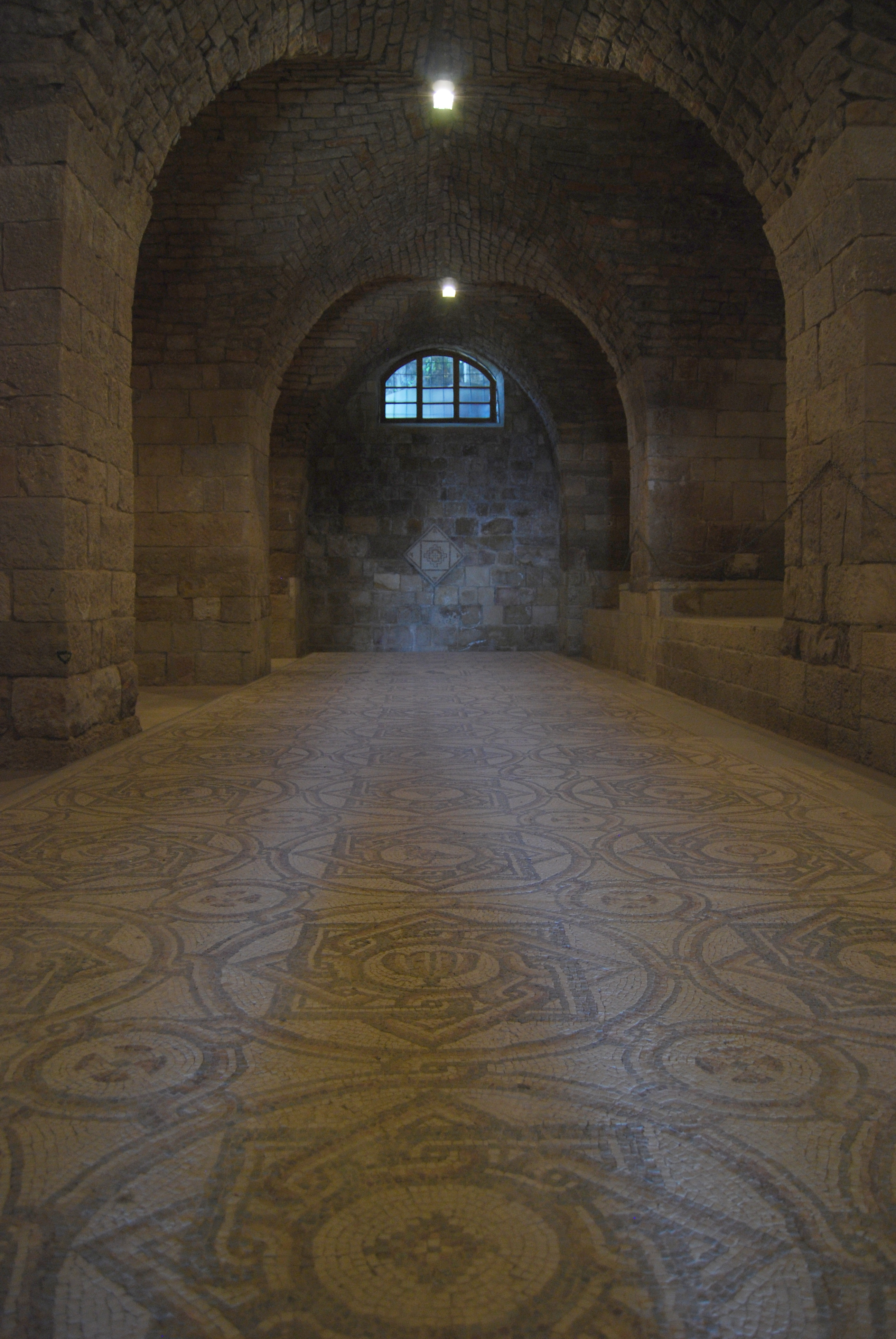
Innenraum mit Fußbodenmosaik
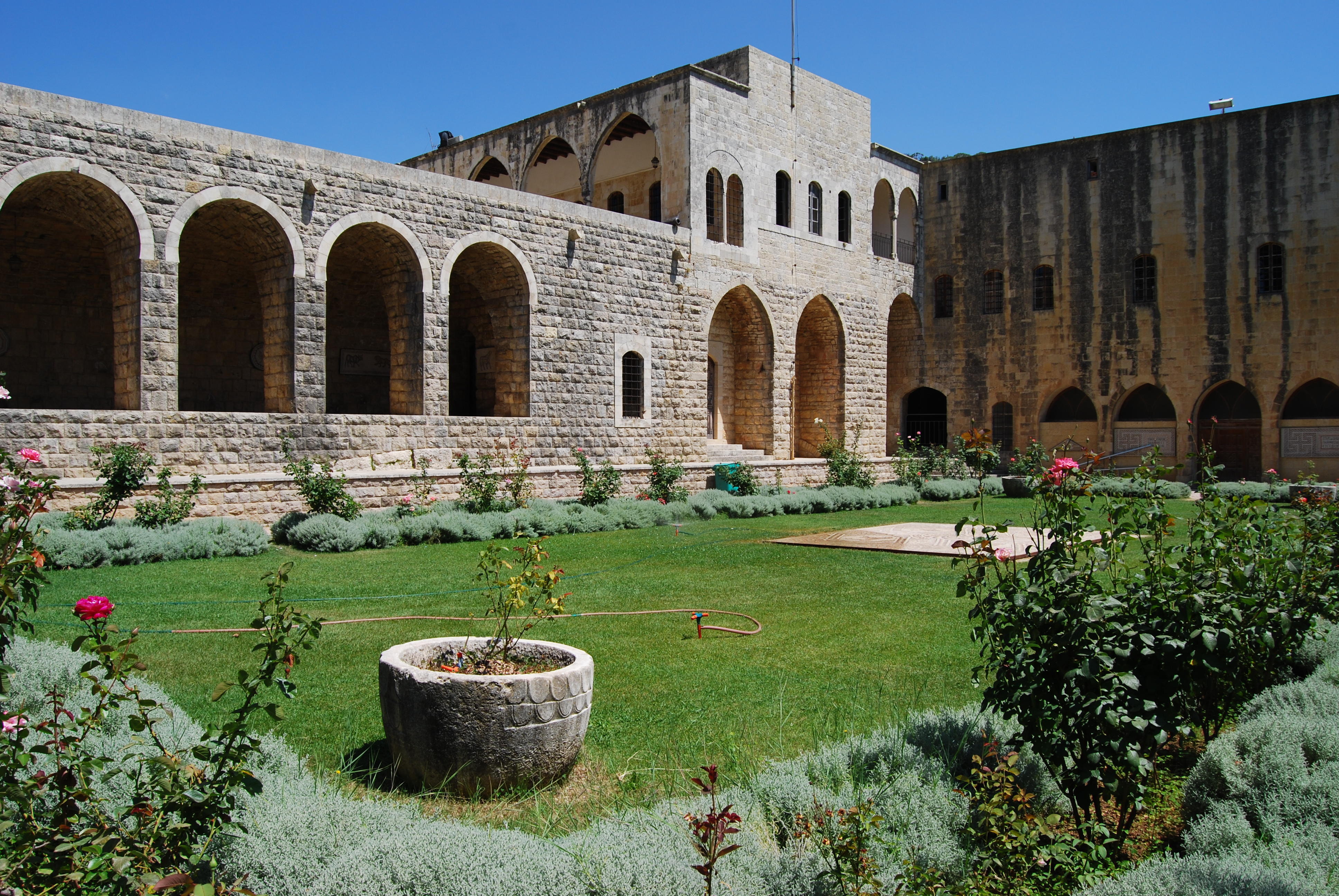
Garten im Osten

## Geschichte

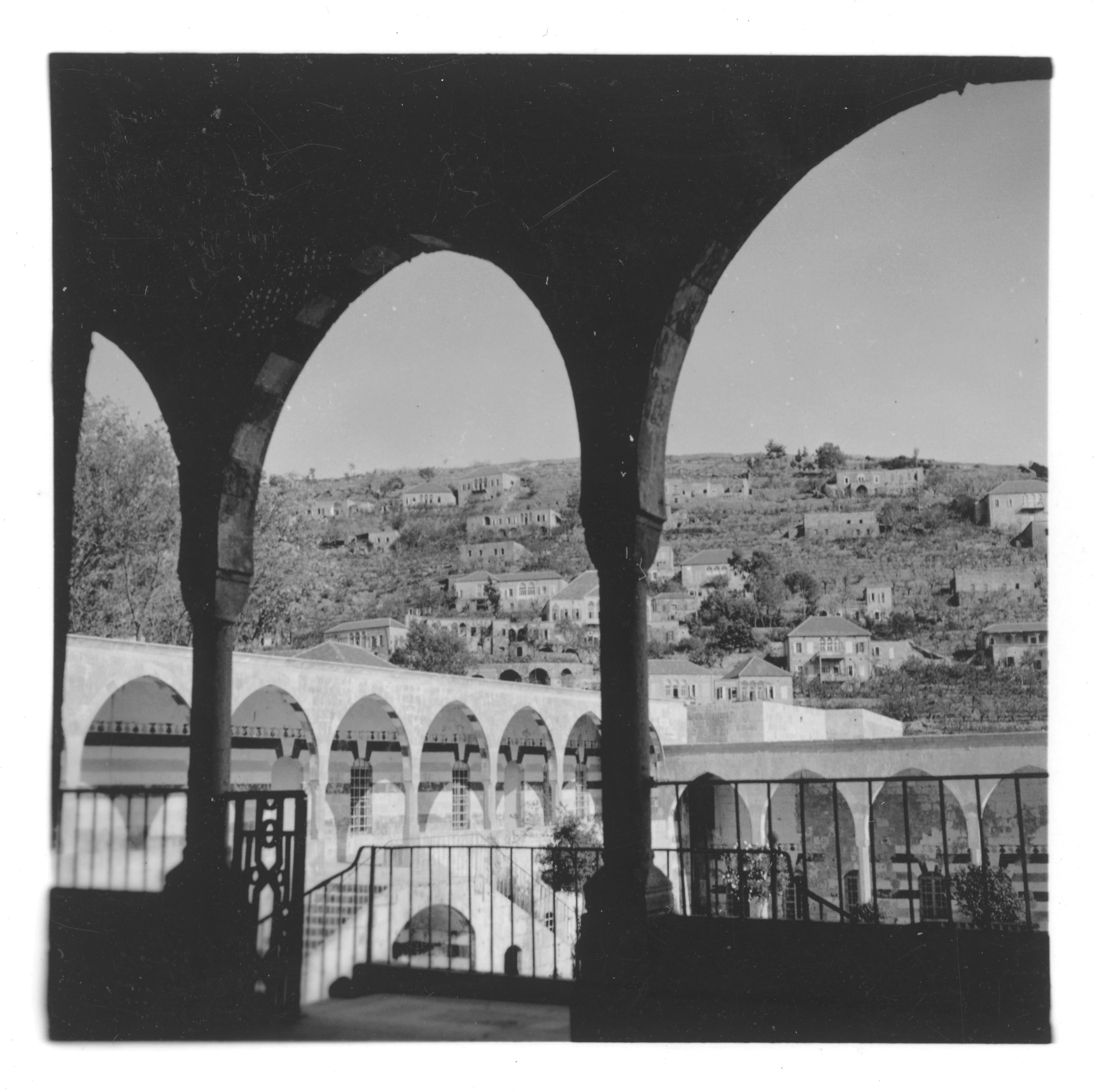
Foto von Annemarie Schwarzenbach, 1935

Emir Bechir II. (1788–1840) ließ den Palast im Stil orientalischer Architektur des 19. Jahrhunderts errichten.  Handwerker aus Damaskus und Aleppo wie auch Architekten aus Italien benötigten über 30 Jahre für die Fertigstellung. Seit der Unabhängigkeit des Libanon 1943 dient der Palast als Sommerresidenz des libanesischen Präsidenten.

## Beiteddine-Festival
Seit 1985 findet hier jährlich im Juli und August ein bekanntes Musikfestival statt. Seit 1997 wird im Außenhof des Palastes eine Zuschauertribüne mit etwa 5000 Plätzen errichtet. 2010 trat beispielsweise Max Raabe auf.